# Българско училище „Св. св. Кирил и Методий“ (Кувейт)
Българското училище „Св. св. Кирил и Методий“ е училище на българската общност в град Кувейт, Кувейт. Създадено е през 2007 г. и функционира към посолството на България в Кувейт. През учебната 2022/2023 г. в него се обучават 30 деца. От 2017 г. директор на училището е Милена Баева.
Към 2022 г. преподавателите са петима – трима по български език и литература, един по хореография и народни танци и една учителка по история и география, която води онлайн часове от България. Занятията са провеждани в сградата на българското посолство в петък от 9 до 16 часа, съобразено с почивните дни в Кувейт – петък и събота.

## История
Училището е създадено през 2007 г. от Таша Малешкова, която е директор на училището до 2017 г., когато е заменена от Милена Баева. Към него е създадена библиотека с над 1000 тома и се сформира театрална трупа от ученици.

## Ученици
След пандемията от COVID-19 българската общност в Кувейт намалява от 700 на 200 души в рамките на две години, това оказва влияние и върху броя на децата в училището.
Брой на учениците през учебните години:
- 45 – учебна 2020/2021 г.
- 25 – учебна 2021/2022 г.
- 30 – учебна 2022/2023 г.[2]